# Doria's havik
Doria's havik (Megatriorchis doriae) behoort tot de familie van de Accipitridae (havikachtigen) en het monotypische geslacht Megatriorchis. Het is een endemische soort roofvogel uit Nieuw-Guinea. De naam is een eerbetoon aan de Italiaanse natuuronderzoeker Giacomo Doria.

## Kenmerken
Doria's havik is een groot soort havik met brede, ronde vleugels en een opvallend lange staart met tien tot twaalf dwarsbanden. Deze havik is 51 tot 69 cm lang. Van boven is deze havik afwisselend zwart en grijsbruin gestreept. Van onder is hij bleek gekleurd met wat verticale streepjes. Door het oog loopt een brede donkere oogstreep.

## Verspreiding en leefgebied
Doria's havik komt schaars voor over het gehele hoofdeiland Nieuw-Guinea tot op een hoogte van 1400 m boven de zeespiegel, zowel in het Indonesische deel (inclusief het eiland Batanta) als in Papoea-Nieuw-Guinea. De populatiedichtheid is overal laag; nergens is de vogel algemeen.

## Status
Het is een roofvogel die sterk gebonden is aan laaglandregenwoud, maar er zijn ook waarnemingen in mangrovebossen. Het is een onopvallende, zeldzame vogel waarover weinig bekend is. Waarschijnlijk gaat de vogel in aantal achteruit door toenemende ontbossingen die vooral in het laagland plaatsvinden. Ondanks deze redenen staat Doria's havik als niet bedreigd op de Rode Lijst van de IUCN.